# Joanna Burzyńska
Joanna Burzyńska (ur. 26 lipca 1968 w Drygałach) – żeglarka (deska), olimpijka z Barcelony 1992.
Pierwsza polska gwiazda windsurfingu. Na regatach Hungalucup na Balatonie w 1987 zajęła pierwsze miejsce w klasie Div. II. Na igrzyskach olimpijskich w Barcelonie zajęła 9. miejsce w klasie Lechner.
Zawodniczka Bazy Mrągowo.